# Мецлав
Мецлав (пол. Miecław, ? — 1047) — чашник Мешка II, намісник Мазовії з 1037 року.
Походив з роду князів племені мазовшан. 1041 або 1042 року підняв заколот проти Казимира I Відновителя.
1047 року розбитий за допомогою руського (українського) війська.